# Nazionale maschile under 20 di calcio del Paraguay
La Nazionale di calcio del Paraguay Under-20 è la rappresentativa calcistica dell'Paraguay composta da giocatori Under-20; è affiliata alla CONMEBOL ed è posta sotto l'egida della Asociación Paraguaya de Fútbol.

## Partecipazioni e piazzamenti a competizioni internazionali

### Mondiali Under-20
| Anno   | Piazzamento      | G               | V               | N*              | P               | GF              | GS              |
| ------ | ---------------- | --------------- | --------------- | --------------- | --------------- | --------------- | --------------- |
| 1977   | Primo turno      | 3               | 2               | 0               | 1               | 6               | 2               |
| 1979   | Quarti di finale | 3               | 2               | 1               | 1               | 8               | 3               |
| 1981   | Non qualificato  | Non qualificato | Non qualificato | Non qualificato | Non qualificato | Non qualificato | Non qualificato |
| 1983   | Non qualificato  | Non qualificato | Non qualificato | Non qualificato | Non qualificato | Non qualificato | Non qualificato |
| 1985   | Primo turno      | 3               | 0               | 1               | 2               | 3               | 6               |
| 1987   | Non qualificato  | Non qualificato | Non qualificato | Non qualificato | Non qualificato | Non qualificato | Non qualificato |
| 1989   | Non qualificato  | Non qualificato | Non qualificato | Non qualificato | Non qualificato | Non qualificato | Non qualificato |
| 1991   | Non qualificato  | Non qualificato | Non qualificato | Non qualificato | Non qualificato | Non qualificato | Non qualificato |
| 1993   | Non qualificato  | Non qualificato | Non qualificato | Non qualificato | Non qualificato | Non qualificato | Non qualificato |
| 1995   | Non qualificato  | Non qualificato | Non qualificato | Non qualificato | Non qualificato | Non qualificato | Non qualificato |
| 1997   | Primo turno      | 3               | 0               | 2               | 1               | 5               | 6               |
| 1999   | Ottavi di finale | 4               | 2               | 1               | 1               | 7               | 9               |
| 2001   | Quarto posto     | 6               | 3               | 1               | 2               | 8               | 10              |
| 2003   | Ottavi di finale | 3               | 2               | 0               | 2               | 4               | 4               |
| 2005   | Non qualificato  | Non qualificato | Non qualificato | Non qualificato | Non qualificato | Non qualificato | Non qualificato |
| 2007   | Non qualificato  | Non qualificato | Non qualificato | Non qualificato | Non qualificato | Non qualificato | Non qualificato |
| 2009   | Ottavi di finale | 4               | 3               | 2               | 2               | 2               | 4               |
| 2011   | Non qualificato  | Non qualificato | Non qualificato | Non qualificato | Non qualificato | Non qualificato | Non qualificato |
| 2013   | Ottavi di finale | 4               | 1               | 2               | 1               | 3               | 3               |
| 2015   | Non qualificato  | Non qualificato | Non qualificato | Non qualificato | Non qualificato | Non qualificato | Non qualificato |
| 2017   | Non qualificato  | Non qualificato | Non qualificato | Non qualificato | Non qualificato | Non qualificato | Non qualificato |
| 2019   | Non qualificato  | Non qualificato | Non qualificato | Non qualificato | Non qualificato | Non qualificato | Non qualificato |
| 2023   | Non qualificato  | Non qualificato | Non qualificato | Non qualificato | Non qualificato | Non qualificato | Non qualificato |
| Totale | 9/23             | 33              | 13              | 11              | 11              | 47              | 45              |

### Campionato sudamericano Under-20
| Anno   | Piazzamento     | G               | V               | N*              | P               | GF              | GS              |
| ------ | --------------- | --------------- | --------------- | --------------- | --------------- | --------------- | --------------- |
| 1954   | Fase a gironi   | 3               | 1               | 1               | 1               | 12              | 5               |
| 1958   | Non qualificato | Non qualificato | Non qualificato | Non qualificato | Non qualificato | Non qualificato | Non qualificato |
| 1964   | Secondo posto   | 6               | 3               | 1               | 2               | 6               | 4               |
| 1967   | Secondo posto   | 5               | 3               | 1               | 1               | 12              | 7               |
| 1971   | Campione        | 5               | 3               | 2               | 0               | 10              | 4               |
| 1974   | Terzo posto     | 5               | 3               | 1               | 1               | 6               | 4               |
| 1975   | Non qualificato | Non qualificato | Non qualificato | Non qualificato | Non qualificato | Non qualificato | Non qualificato |
| 1977   | Terzo posto     | 7               | 3               | 2               | 2               | 10              | 9               |
| 1979   | Terzo posto     | 7               | 4               | 2               | 1               | 16              | 4               |
| 1981   | Fase a gironi   | 4               | 1               | 2               | 1               | 7               | 6               |
| 1983   | Fase a gironi   | 4               | 2               | 0               | 2               | 7               | 6               |
| 1985   | Secondo posto   | 7               | 4               | 2               | 1               | 20              | 6               |
| 1987   | Fase a gironi   | 4               | 2               | 0               | 2               | 7               | 9               |
| 1988   | Quarto posto    | 7               | 4               | 0               | 3               | 11              | 8               |
| 1991   | Quarto posto    | 7               | 3               | 0               | 4               | 18              | 15              |
| 1992   | Fase a gironi   | 3               | 1               | 1               | 1               | 3               | 2               |
| 1995   | Fase a gironi   | 3               | 0               | 2               | 1               | 4               | 8               |
| 1997   | Terzo posto     | 9               | 4               | 2               | 3               | 13              | 14              |
| 1999   | Quarto posto    | 9               | 5               | 1               | 3               | 13              | 11              |
| 2001   | Terzo posto     | 9               | 3               | 5               | 1               | 13              | 9               |
| 2003   | Terzo posto     | 9               | 4               | 3               | 2               | 15              | 16              |
| 2005   | Fase a gironi   | 4               | 1               | 2               | 1               | 7               | 6               |
| 2007   | Quinto posto    | 9               | 4               | 2               | 3               | 10              | 10              |
| 2009   | Secondo posto   | 9               | 4               | 3               | 2               | 18              | 12              |
| 2011   | Fase a gironi   | 4               | 1               | 1               | 2               | 6               | 8               |
| 2013   | Secondo posto   | 9               | 5               | 1               | 3               | 16              | 10              |
| 2015   | Sesto posto     | 9               | 2               | 2               | 5               | 8               | 15              |
| 2017   | Fase a gironi   | 4               | 1               | 1               | 2               | 6               | 7               |
| 2019   | Sesto posto     | 9               | 2               | 2               | 5               | 7               | 13              |
| 2023   | Fase a gironi   | 4               | 0               | 0               | 4               | 1               | 7               |
| 2025   | Quarto posto    | 9               | 6               | 0               | 3               | 12              | 18              |
| Totale | 29/31           | 183             | 79              | 42              | 62              | 294             | 253             |

* I pareggi includono anche le partite concluse ai calci di rigore

## Tutte le rose

### Campionato mondiale di calcio Under-20
Campionato del mondo Under-20 19771 Bernal, 2 González, 3 Bóveda, 4 Espínola, 5 Ó. López, 6 Sanabria, 7 Battaglia, 8 P. López, 9 Morel, 10 Fanego, 11 Ferreira, 12 Leguizamón, 13 Benítez, 14 Cantero, 15 Rojas, 16 Salmaniengo, 17 Giménez, 18 Galarza, CT: Breglia
Campionato del mondo Under-20 19791 Coronel, 2 Olmedo, 3 Surián, 4 Vera, 5 Caballero, 6 Delgado, 7 Arévalo, 8 Giménez, 9 Isasi, 10 Romero, 11 Valinotti, 12 Elizeche, 13 Cabrera, 14 Cabañas, 15 Miño, 16 Mora, 17 García, 18 Achucarro, CT: Breglia
Campionato del mondo Under-20 19851 Balbuena, 2 Cáceres, 3 Aquino, 4 Sánchez, 5 F. Díaz, 6 Franco, 7 Palacios, 8 A. Jara, 9 Mereles, 10 Paniagua, 11 Cartaman, 12 González, 13 Castro, 14 Antero, 15 Vera, 16 D. Díaz, 17 L. Jara, 18 Galeano, CT: Breglia
Campionato del mondo Under-20 19971 Villar, 2 Burgos, 3 Cañete, 4 da Silva, 5 H. Florentin, 6 Tiozzo, 7 Román, 8 Esquivel, 9 Ramírez, 10 Domínguez, 11 Cáceres, 12 Fernández, 13 Villamayor, 14 G. Florentín, 15 Morínigo, 16 González, 17 Samudio, 18 Melgarejo, CT: Espínola
Campionato del mondo Under-20 19991 Florentín, 2 Martínez, 3 Blanco, 4 da Silva, 5 Maldonado, 6 Giménez, 7 Fernández, 8 Candia, 9 Santa Cruz, 10 Escobar, 11 Cuevas, 12 Bagnoli, 13 Vera, 14 Marecos, 15 Cabañas, 16 Brítez, 17 Fretes, 18 Domínguez, CT: Jacquet
Campionato del mondo Under-20 20011 Barreto, 2 Villalba, 3 Devaca, 4 Martínez, 5 Benítez, 6 Fretes, 7 Da Silva, 8 Brítez, 9 González, 10 Guzmán, 11 Salcedo, 12 Esquivel, 13 Estigarribia, 14 Giménez, 15 Díaz, 16 Bareiro, 17 Fatecha, 18 Cáceres, 19 Del Puerto, 20 Sosa, CT: Maldonado
Campionato del mondo Under-20 20031 Silva, 2 Velásquez, 3 Mareco, 4 Meza, 5 Á. Martínez, 6 B. López, 7 Ávalos, 8 Barreto, 9 D. López, 10 dos Santos, 11 Cristaldo, 12 Almeda, 13 Benítez, 14 Díaz, 15 Andersen, 16 Pérez Matto, 17 J. Martínez, 18 Romero, 19 Cáceres, 20 Valdez, CT: Chilavert
Campionato del mondo Under-20 20091 J. Silva, 2 Piris, 3 Huth, 4 Benítez, 5 F. Silva, 6 Burgos, 7 C. Ortiz, 8 Pérez, 9 Ramírez, 10 Cristaldo, 11 Santander, 12 G. Ortiz, 13 Paniagua, 14 García, 15 Orué, 16 Moreira, 17 Martínez, 18 Melgarejo, 19 Páez, 20 Caballero, 21 Escobar, CT: Coria
Campionato del mondo Under-20 20131 Morel, 2 Mareco, 3 Paredes, 4 Alonso, 5 Gómez, 6 Ramírez, 7 Sanabria, 8 Cardozo, 9 Correa, 10 González, 11 Domínguez, 12 Bogado, 13 Montenegro, 14 Giménez, 15 Piris, 16 Almirón, 17 Balbuena, 18 Rojas, 19 Pérez, 20 Villamayor, 21 Vera, CT: Genes

### Campionato sudamericano di calcio Under-20
Campionato sudamericano Under-20 1999P S. Fernández, P Florentín, D Benítez, D Blanco, D da Silva, D Maldonado, D Marecos, C Barrientos, C Brítez, C Escobar, C Gavilán, C Giménez, C Ojeda, A Cabañas, A Cuevas, A Domínguez, A S. Fernández, A Paredes, A Santa Cruz, A Vera, CT: Jacquet
Campionato sudamericano Under-20 20011 Barreto, 2 Villalba, 3 Martínez, 4 Giménez, 5 Benítez, 6 Salcedo, 7 Da Silva, 8 Brítez, 9 González, 10 Guzmán, 11 Figueredo, 12 Cáceres, 13 Cabrera, 14 Estigarribia, 15 Sosa, 16 Fretes, 17 Salinas, 18 Ferreira, 19 Fatecha, 20 Santa Cruz, CT: Maldonado
Campionato sudamericano Under-20 2003P Almeda, P Silva, D Cristaldo, D Díaz, D Mareco, D Á. Martínez, D Meza, D Ortiz, D Ramos, C Andersen, C Barreto, C Cáceres, C dos Santos, C B. López, C Pérez Matto, A Ávalos, A D. López, A Martínez, A Romero, A Velásquez, CT: Chilavert e Ruiz
Campionato sudamericano Under-20 20051 López, 2 Aguayo, 3 Alonso, 4 Meza, 5 C. Martínez, 6 F. Rodríguez, 7 Cantero, 8 Guimaraes, 9 Ramos, 10 O. Martínez, 11 Bogado, 12 Servín, 13 Román, 14 Montiel, 15 Gaona, 16 Segovia, 17 Acuña, 18 Benítez, 19 González, 20 Figueredo, CT: Maldonado
Campionato sudamericano Under-20 20071 Fernández, 2 Noguera, 3 Salinas, 4 Aguilar, 5 Romero, 6 Bareiro, 7 J. Benítez, 8 Cáceres, 9 Acuña, 10 Estigarribia, 11 Velázquez, 12 Hermosilla, 13 Escobar, 14 Amarilla, 15 Molinas, 16 González, 17 Enciso, 18 Bogado, 19 É. Benítez, 20 Montiel, CT: Mastrángelo
Campionato sudamericano Under-20 20091 J. Silva, 2 Piris, 3 Cabrera, 4 Ayala, 5 Huth, 6 Burgos, 7 C. Ortiz, 8 Pérez, 9 Ramírez, 10 Martínez, 11 Cristaldo, 12 G. Ortiz, 13 F. Silva, 14 García, 15 Benítez, 16 Coronel, 17 Paniagua, 18 Santander, 19 Páez, 20 Sanabria, CT: Coria
Campionato sudamericano Under-20 20111 Ovando, 2 Cáceres, 3 Gómez, 4 N. Ruiz, 5 Viera, 6 Giménez, 7 Pérez, 8 Benítez, 9 Correa, 10 Torres, 11 O. Ruiz, 12 Escobar, 13 Acuña, 14 Recalde, 15 Vargas, 16 Ferreira, 17 Contrera, 18 Montenegro, 19 Ortega, 20 Medina, CT: Coria
Campionato sudamericano Under-20 20131 Morel, 2 Mareco, 3 Paredes, 4 Alonso, 5 Gómez, 6 Ramírez, 7 Santacruz, 8 Cardozo, 9 Domínguez, 10 González, 11 Alborno, 12 Bogado, 13 Viera, 14 Monges, 15 Piris, 16 Almirón, 17 Balbuena, 18 Rojas, 19 Pérez, 20 Villamayor, 21 Montenegro, 22 Vera, CT: Genes
Campionato sudamericano Under-20 20151 Echagüe, 2 Escobar, 3 Cañete, 4 A. Benítez, 5 Salcedo, 6 Á. Benítez, 7 Santacruz, 8 Viera, 9 Amarilla, 10 A. Sanabria, 11 Díaz, 12 Colmán, 13 Alderete, 14 J. Sanabria, 15 M. González, 16 Guachire, 17 Medina, 18 E. Araújo, 19 W. González, 20 Bogado, 21 W. Araújo, 22 Mereles, 23 Ayala, CT: Genes
Campionato sudamericano Under-20 20171 Benítez, 2 R. Ferreira, 3 Arce, 4 Riveros, 5 Salcedo, 6 Paredes, 7 Villalba, 8 Morel, 9 Báez, 10 Colmán, 11 Medina, 12 Morán, 13 Escobar, 14 Garay, 15 Bogarín, 16 Paiva, 17 Flecha, 18 Villasanti, 19 S. Ferreira, 20 Prieto, 21 Ávalos, 22 Arzamendia, 23 Meza, CT: Sarabia
Campionato sudamericano Under-20 20191 Miers, 2 Candia, 3 Fernández, 4 Álvarez, 5 Duarte, 6 Ñamandú, 7 Galeano, 8 Ojeda, 9 Romero, 10 Franco, 11 Marín, 12 Huesca, 13 Sosa, 14 Rolón, 15 Quintana, 16 Vega, 17 Cardozo, 18 Armoa, 19 Sanabria, 20 Zárate, 21 Rodríguez, 22 Ruiz Díaz, 23 Gill, CT: Morínigo
Campionato sudamericano Under-20 20231 Á. González, 2 Núñez, 3 Flores, 4 Cantero, 5 Servín, 6 Quintana, 7 D. González, 8 Gómez, 9 Wlk, 10 Segovia, 11 Rolón, 12 Frutos, 13 Brítez, 14 Gauto, 15 Alfonzo, 16 Gamarra, 17 Pereira, 18 Olmedo, 19 Fretes, 20 Sanabria, 21 Cabañas, 22 Talavera, 23 Rolón, CT: Bobadilla
Campionato sudamericano Under-20 20251 Insfrán, 2 Argüello, 3 Balbuena, 4 León, 5 Quintana, 6 Á. Aguayo, 7 G. Aguayo, 8 Puzzo, 9 Caballero, 10 Kmet, 11 Miño, 12 Rojas, 13 Ramos, 14 Morinigo, 15 Paoli, 16 Peralta, 17 Fretes, 18 Guiñazú, 19 Fernández, 20 Duarte, 21 Alfonso, 22 Sosa, 23 Leguizamón, CT: Duscher